# Прокофьев, Василий Андреевич
Василий Андреевич Прокофьев (15 августа 1906, село Кобона, Санкт-Петербургская губерния — 1996, Санкт-Петербург) — советский государственный и партийный деятель. Брат поэта А. А. Прокофьева (1900—1971).

## Биография
Родился в семье крестьянина-рыбака и землепашца. Работал с 1920 года, делопроизводитель в Кобонском и Шумском волисполкомах, грузчик в порту, кочегар, машинист на судах Балтийского пароходства. С 1929 года — котельщик на Канонерском заводе в Ленинграде, вступил в ВКП(б).
Заведовал отделом культуры Ленинградского Союза водников; в 1936 году окончил Ленинградский институт инженеров водного транспорта. В 1936—1941 годы работал мастером, прорабом, начальником цеха, главным инженером, директором судоремонтного завода.
С 1941 года — секретарь Мурманского городского комитета ВКП(б). В последующем работал в Мурманском областном комитете ВКП(б): секретарь по транспорту, заместитель секретаря по транспорту (1943—1945), 3-й (1945 — декабрь 1948), 2-й, 1-й (1950 — июль 1958) секретарь обкома. В 1949 году окончил ВПШ при ЦК ВКП(б).
С июля 1958 по 11 апреля 1961 года — 1-й секретарь Новгородского областного комитета КПСС. Одновременно (1952—1961) — член ЦК КПСС.
В 1961—1966 годы работал в органах советского контроля: заместитель председателя Комиссии советского контроля СМ СССР, заместитель председателя Комитета партийно-государственного контроля ЦК КПСС по РСФСР и СМ РСФСР (1963—1965), заместитель председателя Комитета народного контроля РСФСР (1965—1966).

## Награды
- орден Ленина (16.08.1956)
- орден Отечественной войны 2-й степени (31.05.1945)
- 2 ордена Трудового Красного Знамени
- орден Дружбы народов (14.08.1986)
- медали.